# Contrafact (jazz)
En jazz, un contrafact es una composición musical que consta de una melodía nueva superpuesta a una estructura armónica familiar o preexistente. También puede ser explicado como el uso de progresiones de acordes prestados.
Como dispositivo composicional, fue de especial importancia durante el desarrollo del bop en los 1940s, ya que permitió que los músicos de jazz crearan piezas nuevas para concierto y grabación, sobre las que podrían improvisar inmediatamente, sin tener que buscar permiso o pagar costes para materiales. Esto es, ya que aunque las melodías pueden ser sujetas a derechos de autor, la estructura armónica subyacente no lo puede ser.
Los contrafacts no deben ser confundidos con las menciones musicales, los cuales toman prestado figuras melódicas o ritmos de una composición existente. 

## Etimología
El término proviene de la música clásica y sólo desde los 1940s ha sido aplicado al jazz, donde todavía no es estándar. En música clásica, los contrafacts han sido utilizados por siglos, desde la misa de parodia y En Nomine del siglo XVI. Más recientemente, Cheap Imitation (1969) por John Cage fue producido cambiando sistemáticamente notas de la línea de melodía de Socrate por Erik Satie utilizando procedimientos aleatorios.

## Ejemplos
Algunos contrafacts ampliamente conocidos incluyen la tonada bop "Donna Lee" de Charlie Parker/Miles Davis, la cual utiliza los cambios de acorde de "(Back home again in) Indiana", o el standard de jazz de Thelonious Monk "Evidence"", el cual toma prestado la progresión de acordes de la canción "Just you, just me" (1929) de Jesse Greer y Raymond Klages.
Los acordes de "I Got Rhythm" de George Gershwin han sido de las más preferidos para recomposición contrafactual: su popularidad entre los compositores de jazz como estructura armónica básica solo es sobrepasada por el blues de doce compases.
Otros ejemplos de contrafacts en música clásica incluyen "Sinfonia" por Luciano Berio que contiene muestras de Mahler, George Crumb que utiliza los nocturnos de Chopin, o  "Heiligenstadt Echo" de Matt A. Masons que toma de la sonata en Ab mayor, op. 110, de Beethoven. 